# Escola de Voo Central da RAAF

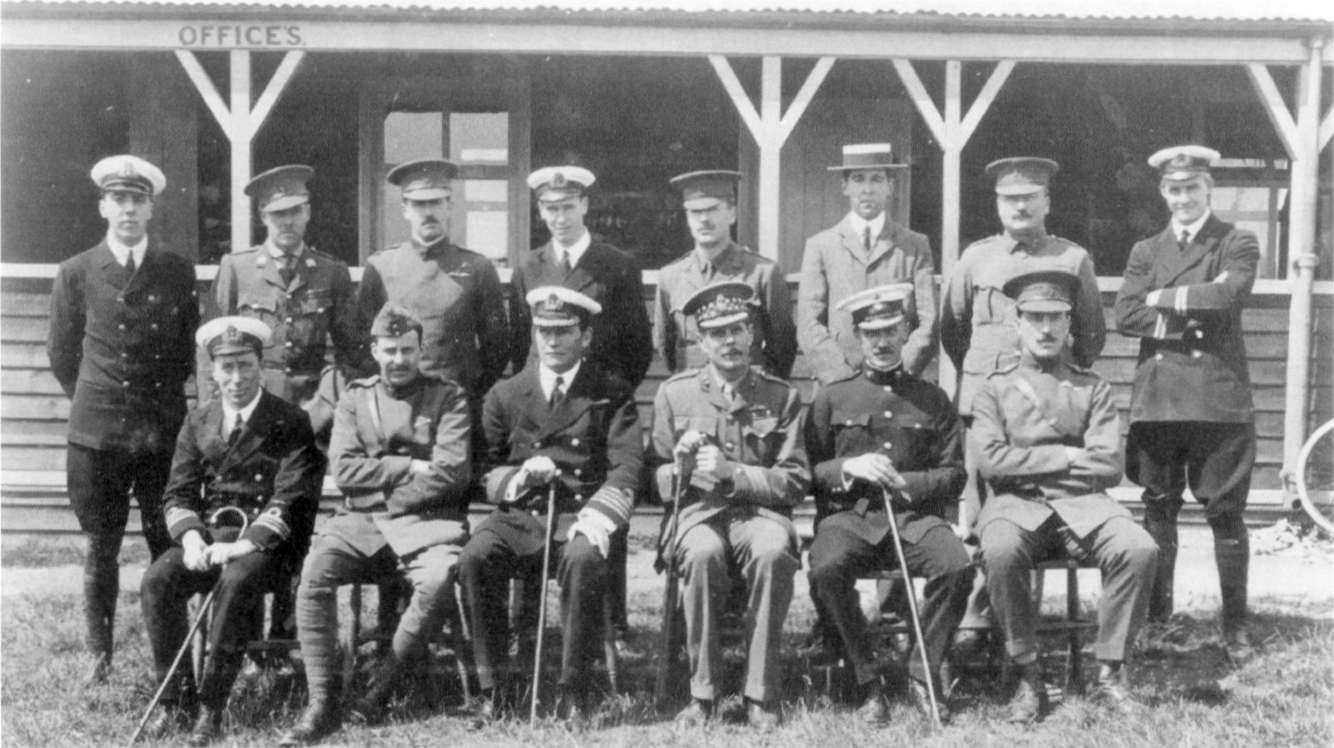
Central Flying School staff in January 1913.

A Escola de Voo Central (CFS) foi formada na Base aérea de Point Cook no dia 7 de Março de 1913; o que faz dela a mais antiga unidade de aviação militar da Austrália e uma das mais antigas do mundo. É possível traçar a história da CFS até 1909.
Actualmente, opera aviões Pilatus PC-9 de instrução. A escola é responsável por formar instrutores de voo e estabelecer normas aeronáuticas. É também a casa de uma unidade de acrobacias aéreas, denominada Roulettes. Os membros desta equipa acrobática são instrutores de voo na escola.